# سطوع
السطوع هو الإدراك البصري الذاتي المتعلق بشدة الضوء الصادر عن سطح أو عن منبع نقطي.، ويعرف أيضا بأنه عنصر من عناصر حاسة البصر الذي يبدو فيه أن مصدراً يشع أو يعكس الضوء. أي أن السطوع هو إدراك وجود مصدر يشع الضوء. وهو قياس للجزء المنعكس أو المتبعثر من الشعاع الأبيض الساقط على المادة الملونة.
وفي الفلك السطوع هو مقدار الضوء الظاهري لجرم ما، ويُقاس عادة بالقدر الظاهري. حيث أنه كلما ازداد الرقم كان الجرم أخفت، وكلما نقص كان الجرم ألمع. أما الضوء الحقيقي للأجرام فيسمى السطوع ويُقاس بالقدر المطلق.

## المصطلح

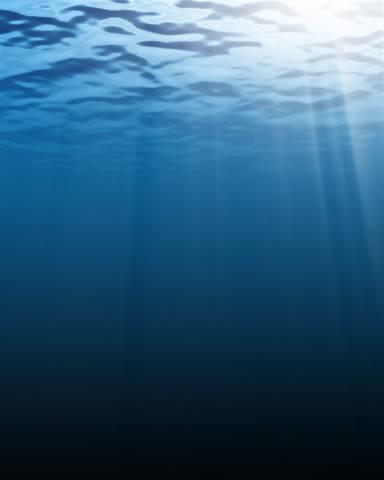
انخفاض شدة الضوء بزيادة العمق في البحر.

لقد استخدم مصطلح السطوع في القياس الضوئي كمرادف لمصطلح (Luminance) كما استخدم خطأ في علم قياس الإشعاع كمرادف لمصطلح إشعاعية. وكما عرف في «القاموس الاتحادي لمصطلحات الاتصالات» الأمريكي، يجب أن يستخدم المصطلح فقط للدلالة إلى إحساس وإدراك الضوء.
يمكن فهم السطوع في الفضاء اللوني أحمر أخضر أزرق (آر جي بي) على أنه المتوسط الحسابي μ إحداثيات الألوان الثلاث الأحمر والأخضر والأزرق (مع أن بعض العناصر الثلاث تجعل الضوء يبدو أسطع من الألوان الأخرى، والتي قد تكون معدلة آليا في بعض أنظمة الإظهار) بالعلاقة:
{\displaystyle \mu ={R+G+B \over 3}}
والسطوع أيضا هو إحدى إحداثيات اللون في الفضاء اللوني ص ش ض والفضاء اللوني ص ش ق حيث ص: صبغة اللون، وش: إشباع اللون، ق: قيمة اللون، ض: إضاءة اللون = سطوع اللون.